# Chamaeclea pernana
Chamaeclea pernana är en fjärilsart som beskrevs av Augustus Radcliffe Grote 1881. Chamaeclea pernana ingår i släktet Chamaeclea och familjen nattflyn. Inga underarter finns listade i Catalogue of Life.